# Вигман, Маттеус
Маттеус Иоганнес Мария Вигман (нидерл. Matthieu Wiegman; 31 мая 1886[…], Зволле — 5 апреля 1971, Берген, Северная Голландия) — голландский художник-экспрессионист.

## Биография
Окончил ремесленную школу в Алкмаре. Образование получил в Амстердамской академии изобразительных искусств (1905—1909). В 1911 году переехал в Берген, где со временем вместе с Лео Гестелом стал главой т. н. «Бергенской группы» (С. Шварц, Я. Слёйтерс, Пит Вигман, Филарси и другие).

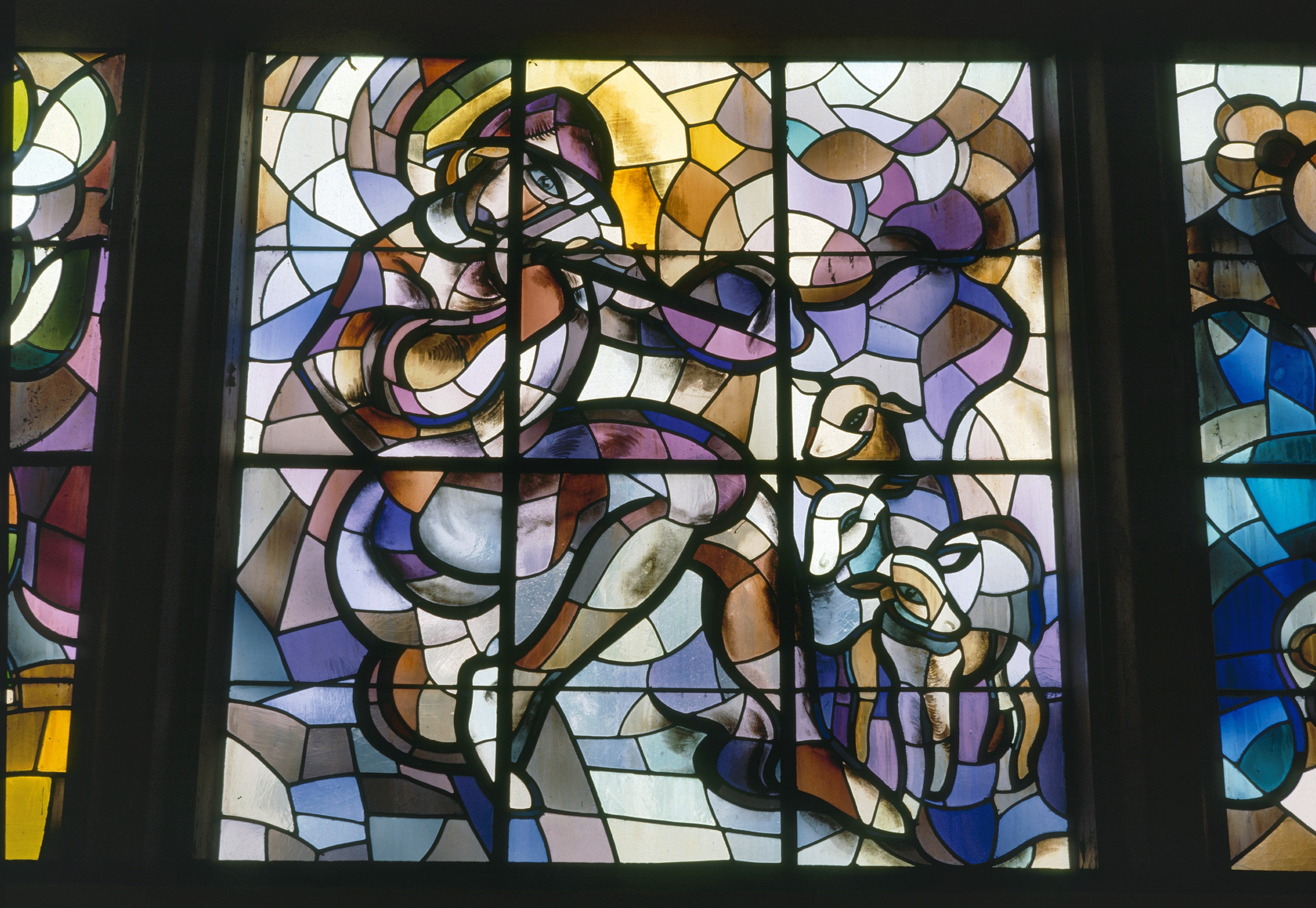
Амстердам (1938)

В 1918 году в возрасте 32 лет был избран на должность профессора Амстердамской академии изобразительных искусств.
В первом периоде творчества М. Вигман, как и вся группа, находился под влиянием Сезанна; писал пейзажи и натюрморты. Влияние Сезанна чувствуется в использовании тёплых, почти жизнерадостных тонов.
Позднее, много времени жил во Франции, где в его работах драматический момент превалирует над формальным. Религиозные темы, трактованные в новом понимании формы и экспрессии, создают своеобразную манеру художника.
Увлекался люминизмом. Также, автор плакатов, гравюр, мозаик, витражей.
Полотна художника хранятся в музеях Франса Халса, Бергена, Алкмара и частных коллекциях.